# Maria Ressa
Maria A. Ressa (Manila, 2 d'octubre de 1963) és una periodista filipina, responsable i fundadora del portal informatiu Rappler. Anteriorment ha estat periodista d'investigació i corresponsal de la CNN al Sud-est Asiàtic durant dues dècades, i va dirigir els serveis informatius d'ABS-CBN. El 2021 va ser guardonada amb el premi Nobel de la Pau, juntament amb Dmitri Muràtov, «pels seus esforços per salvaguardar la llibertat d’expressió, que és una condició prèvia per a la democràcia i la pau duradora».

## Biografia
Ressa va néixer a Manila i va passar la seva infància a Quezon City fins als 10 anys, en què va anar a viure amb la mare als Estats Units. La mare hi havia emigrat després de la mort del seu marit, quan la nena tenia un any; s'havia casat de nou. El seu padrastre va adoptar-la i des d'aleshores ella va dur el seu cognom, Ressa. Quan la família va establir-se a Nova Jersey Ressa hi va completar l'educació secundària, i va estudiar a la Universitat de Princeton. Després va obtenir una beca Fulbright per cursar un màster de periodisme a la Universitat de les Filipines a Diliman.
Després de tornar al seu país natal el 1986, va estar treballant com a periodista per a la CNN durant dues dècades; primer a la delegació de Manila, de la qual va arribar a ser directora, i més tard com a redactora en cap a Jakarta. Allà s'especialitzaria en periodisme de recerca, amb treballs destacats sobre la influència del terrorisme al Sud-est Asiàtic. Entre 2004 i 2010 va ser directora d'informatius d'ABS-CBN, el canal de televisió més important de les Filipines.
Al costat d'altres periodistes filipins, el 2012 va ser una de les fundadores del lloc web informatiu Rappler, que des del seu inici s'ha convertit en un dels mitjans de comunicació més influents del país. A més d'especialitzar-se en periodisme de recerca, el seu portal ha estat el primer de les Filipines a incloure contingut multimèdia, interacció en xarxes socials i verificació de fets.
Des de l'ascens al poder de Rodrigo Duterte el 2016, Rappler ha publicat nombrosos reportatges que denunciaven els aspectes més controvertits de la seva gestió, especialment els abusos comesos en la guerra contra el narcotràfic. Tot això ha motivat un enfrontament directe entre el mandatari i Maria Ressa com a responsable de la web. El gener de 2018, el govern filipí —a través de la Comissió de Valors i Canvi— li va intentar revocar la llicència de mitjà de comunicació sota l'acusació de tenir accionariat estranger, una cosa prohibida en aquell país. Aquest cas va ser denunciat com un atac a la llibertat de premsa per organismes internacionals com Human Rights Watch i Amnistia Internacional.
A la fi de 2018, el Departament de Justícia de les Filipines va obrir una investigació contra Ressa per presumpta evasió d'impostos, la qual cosa podria implicar una condemna de fins a 10 anys de presó, si bé la denúncia no especificava la quantitat defraudada. La periodista ha assegurat que es tractava d'una denúncia falsa, part d'una campanya d'assetjament contra la premsa independent, i ha demandat a l'executiu de Duterte per injúries i prevaricació. En reconeixement de la seva tasca informativa, Ressa va ser triada una de les «persones de l'any 2018» per la revista Time, dins d'un grup de periodistes sobrenomenat «els guardians per la veritat» en el qual també figuren el saudita Yamal Jashogyi i la redacció del Capital Gazette. El 15 de juny de 2020, Ressa va estar condemnada per difamació cibernètica per un tribunal de Manila.